# Corey Linsley
Corey Michael Linsley (Youngstown, Ohio, 27 de julio de 1991) más conocido como Corey Linsley, es un jugador profesional estadounidense de fútbol americano que se desempeña en la posición de center en Los Angeles Chargers, equipo de la National Football League (NFL).

## Carrera
Fue seleccionado en la quinta ronda en la Reunión Anual de Selección de Jugadores de la NFL de 2014. Hizo su debut profesional con el equipo Green Bay Packers, en el cual jugó siete temporadas (2014-2021), luego pasó a Los Angeles Chargers, donde lleva jugando tres temporadas.